# Списак генерала и адмирала ЈНА: Г
Списак генерала и адмирала Југословенске народне армије (ЈНА) чије презиме почиње на слово Г, за остале генерале и адмирале погледајте Списак генерала и адмирала ЈНА.
- Авгуштин Габровец (1923) генерал-мајор. Активна служба у ЈНА престала му је 1971. године.[2]
- Михајло Гавриловић (1918) генерал-мајор авијације. Активна служба у ЈНА престала му је 1967. године.[3]
- Никола Гажевић (1918—2012) генерал-пуковник. Активна служба у ЈНА престала му је 1978. године.[3]
- Павле Гајић (1923) генерал-мајор авијације.[2]
- Бранко Гајовић (1930) генерал-мајор авијације.[2]
- др Антон Гашпаров (1914) санитетски генерал-мајор. Активна служба у ЈНА престала му је 1978. године.[4]
- Анте Гвардиол (1918) генерал-мајор. Активна служба у ЈНА престала му је 1978. године.[5]
- Милан Гверо (1937—2013) генерал-мајор.[б]
- Димитрије Георгијевић (1884—1959) генерал-потпуковник. Активна служба у ЈНА престала му је 1952. године.[3]
- Чедо Глишић (1926—1998) генерал-мајор авијације.[6]
- Миливој Глухак (1921—2012) генерал-потпуковник. Активна служба у ЈНА престала му је 1979. године.[7]
- Милан Глумац (1922—1997) генерал-потпуковник. Активна служба у ЈНА престала му је 1980. године.[7]
- Никола Гњатовић (1927—1996) генерал-мајор. Активна служба у ЈНА престала му је 1986. године.
- Војислав Гојковић (1882—1956) генерал-мајор. Активна служба у ЈА му престала 1948. године.[в][7]
- Душан Горкич (1922) генерал-мајор.[8]
- Иван Гошњак (1909—1980) генерал армије. Активна служба у ЈНА престала му је 1974. године. Народни херој.[г][8]
- Драган Гранић (1917—1989) генерал-мајор. Активна служба у ЈНА престала му је 1965. године.
- Петар Грачанин (1923—2004) генерал-пуковник. Активна служба у ЈНА престала му је 1985. године. Народни херој.[д][9]
- Крајимир Грбовић (1921) генерал-мајор.[10]
- Вицко Гргин (1912—1981) генерал-мајор. Активна служба у ЈНА престала му је 1965. године.[11]
- Јосип Грегорић (1928—1995) генерал-мајор.[12]
- Јово Грковић (1919—2007) генерал-мајор. Активна служба у ЈНА престала му је 1975. године.[11]
- Радован Грмуша (1907—1975) генерал-мајор. Активна служба у ЈНА престала му је 1965. године. Народни херој.
- Крсто Грозданић (1921) генерал-мајор. Активна служба у ЈНА престала му је 1975. године.[11]
- Јосип Грубелић (1918—2006) вице-адмирал. Активна служба у ЈНА престала му је 1976. године.[11]
- Божидар Грубишић (1932—2021) адмирал. Активна служба у ЈНА престала му је 1991. године.[11]
- Јере Грубишић (1924—1988) генерал-мајор.[11]
- Никола Грубор (1903—1981) генерал-мајор. Активна служба у ЈНА престала му је 1958. године.[11]
- Милан Грујић (1932—2002) генерал-потпуковник.[ђ]
- Периша Грујић (1915) генерал-мајор. Активна служба у ЈНА престала му је 1971. године.[13]
- Тихомир Грујић (1937) генерал-потпуковник.[е]